# Serious Sam: Next Encounter
『Serious Sam: Next Encounter』（シリアス・サム ネクスト・エンカウンター）はClimax Solentが開発し、Global Star SoftwareがPlayStation 2とニンテンドー ゲームキューブ用に発売したファーストパーソン・シューティングゲーム。

## ゲームプレイ
Next Encounterはシングルプレイヤーとマルチプレイヤーの両モードを搭載したファーストパーソン・シューティングである。シングルプレイヤーのストーリーモードではプレイヤーは6つの歴史的な舞台へ送り込まれモンスターの大群と戦うことになる 。デスマッチモードとストーリーモードの協力プレイ版の２つのモードで構成されている

## プロット
本作はメンタル(Mental)がシリアスサムの悪のクローン(Evil Serious Sam Clone)と話をしているシーンから始まり、サムのクローンに自分がいない間に悪いことをしたりメンタルのタイムロック(Time-Lock)に入ったりしないように伝えた。しかしながらメンタルが出かけた少し後に、クローンはタイムロックへとジャンプすることを決めた。 すぐ後にサムとラボで珍しい時間異常を調査していた科学者のシーンになり、サムがタイムロックへと入り、異常を調査する必要があると判断された。
サムは古代ローマのコロッセウムにテレポートした。現れた悪のクローンの軍勢の一部を倒した後、タイムロックのバグがサムをコロッセウムからはるかに離れたところへワープさせた。何が起こっているのか突き止めようとまだ決めていたサムはローマの辺境を戦い抜き、ローマへとたどり着いた。彼は敵軍と戦い、コロッセウムへと再び戻ってきた。悪のクローンが作ったスタンドへ騙されて彼の金をいくらか与えた後、コロッセウムに大量の敵がいるのを見てサムは下水道を経由して潜入することに決めた。下水道を通るかなり不快な旅の後、サムはついに彼が最初にワープしてきた所へもどってきた。しかし、悪のクローンは今回はより入念に準備をしており、サムへより強力なモンスターを送り込み、最終的に彼は巨大な化物「Diablotaur」を持ち出してきた。サムはDiablotaurを倒し、ゲームの開始時に指摘された時間の異常を止めたが、悪のクローンは別の期間へと逃亡した。
Diablotaurを倒した後、サムはタイムロックを経由して古代中国へとワープした。再び、この時代に奇妙な異常が現れたようだった。これらの「異常」は恐らく悪のクローンが残していった更なるメンタル軍であることがすぐにわかった。サムは中国の辺境を通りその地域にあるいくつかの古い建造物へと入った。サムはその後古いパゴタに別のタイムロックがあることを知り、これはサムが最初に古代中国にワープした時にNETRICSAが検知した時間異常の原因でもあった。古代ローマのように、サムは道に沿って城と村を通り抜け古いパゴタへの道を築いた。ついにサムはパゴタへと到達した。彼が見つけたものはとても広大な地下の部屋であった。しかし、サムが何が起きているのか突き止める前に、地下のヒュドラの皇帝(Subterranean Hydra Emperor)が床の一部を突き破って現れた。メンタルが彼自身の目的のために皇帝を改造したとみられることからそれが異常の原因であることは明白だった。皇帝を倒して時間異常を解消したサムはNETRISCAがタイムロックを早期に探知していたことが明らかにした。
タイムロックを通り抜けた後、サムはアトランティスの失われた都市付近に現れた。サムがアトランティスにつながる凍った風景を通り抜け始めている間に物事がより明確になり始めた。アトランティスの住民たちはシリアンとつながりを持っていたが、現時点ではそのつながりは未だに不明確だった。ついにサムはアトランティスに入り、都市の全ての生物はメンタルの兵士になっていたことを知った。サムは時間異常の原因が何かを見つけるためにアトランティスで戦った。都市の反対側の近くでNETRICSAは都市(具体的にはアトランティス王族用の謁見室)の下に古いシリアンの船が埋められていることを発見した。 サムはその後都市の深くへと入るために彼に供給された潜水艦に乗った。
都市のより深い部分へとたどり着いた後、彼は王族用のエリアへと入った。しかし、4つの三角形のプラットフォームを持つ奇妙な空間や損傷した重力システムなど都市への侵入を防ぐいくつかのセキュリティー対策が存在し、玉座の部屋へのテレポートを起動するために３つの小さなタイムロックのモンスターを排除しなければならなかった。これらの難題は至るところにいるモンスターと共にかなり挑戦的であったがサムは乗り越えることができた。セキュリティシステムの全てをバイパスしたサムはついに玉座の部屋へと入ることができ、そこはメンタル軍によって厳重に守られていた。サムは彼らを全員殺し、アトランティス王の玉座に座る機会を得た。そこでゲームを「終わらせる」のにとても魅力的なチアリーダーのグループによる応援と共に王座で1分〜2分リラックスした後、突然玉座の下の床が落とし戸となり、サムをシリアンの宇宙船へと落とした。
ついにサムはシリアンの船へと入り、NETRICSAはその中で巨大な異常を検出した。船はメンタルの大軍に襲われており、メンタルが船の中の何かに非常に関心を寄せていることが示された。サムは船で戦い、コアにいくらか近づいた。幸運にもグナールが運転するタクシーが近くにあり、彼はそれを呼び寄せタクシーでコアへと向かった。サムがコアにたどり着いた時全てが明確になった。悪のクローンの目的は全てのシリアンの宇宙船に組み込まれていた古いシリアンの防衛システムシリアン・ダークロード(Sirian Darklord)を見つけ起動させることだった。ダークロードは強力なシールドと船の材料を使い損傷した四肢を再構築する能力があるためほぼ破壊不可能な非常に強力な機械であったが、NETRISCAはダークロードが攻撃に脆弱となる時があることを発見した。 
ダークロードを破壊した後、サムはその頭の残骸へと歩み寄ると突然悪のクローンがそこから這い出てきた。悪のクローンはサムがこれまで通ってきた全ての背後にいた支配人であるのようであり、メンタルは本当に他のことをしていた。悪のクローンをスパンキングした後、サムは彼と共に現在へと戻ることに決めたが、テレポートシーケンスは起動時により多くの悪のクローンを作成するように不正に操作されており、サムと悪のクローンはワープし現在へと戻った一方で新しいクローンが複数作られさらなるイタズラをする準備ができた。

## 評価
Next Encounterは賛否両論の評価を獲得し、GameRankingsとMetacriticはそれぞれニンテンドーゲームキューブ版を73.48%と100点中69点と評価し 、PlayStation 2版を68.30%と100点中65点と評価した